# Gustav Robert Paalen

Gustav Robert Paalen ca. 1918

Gustav Robert Paalen (* 22. Mai 1873 in Bisenz; † 12. März 1945 in Örsundsbro bei Uppsala, Schweden) war ein österreichischer Erfinder, Unternehmer und Kunstmäzen im Wien und Berlin der Franzisko-Josephinischen und Wilhelminischen Ära, Förderer der Berliner Museen, Berater von Kaiser Franz Joseph I. sowie Gründer und Finanzier zahlreicher wohltätiger Einrichtungen. Bekannt wurde er mit der erfolgreichen Weiterentwicklung, Neupatentierung und Vermarktung der Thermoskanne ab 1907, sowie des Staubsaugeapparates Atom (ab 1905), zusammen mit seinem Partner Axel Wenner-Gren von 1910 bis 1916 durch die Entwicklung des handlichen, für Privathaushalte konzipierten Staubsaugers Dandy, der nach dem Ersten Weltkrieg unter dem Namen Santo-Besen (ab 1928 Vampyr) der Berliner AEG Millionenumsätze bescherte. Gustav Robert Paalen war der Vater des Surrealisten Wolfgang Paalen.

## Leben
Gustav Robert Paalen wurde am 22. Mai 1873 als jüngster Sohn des jüdischen Kaufmanns Moritz Pollak und seiner Frau Charlotte, geborene Teller, in Bisenz geboren. Bisenz ist ein kleineres Städtchen im Kreis Prossnitz unweit Brünns im südlichen, damals überwiegend deutschsprachigen Teil der donaumonarchischen Provinz Mähren, das nach 1918 der neugegründeten Tschechoslowakei zufiel. Moritz Pollak unterhielt bereits ein größeres Handelshaus, mit dem er Bisenz und die nähere Umgebung mit allen notwendigen Waren versorgte. Später verlagerte er Wohnstatt und Haupthaus in die Provinzhauptstadt Prossnitz und unterhielt nur noch eine Filiale in Bisenz. Wann genau der Jungunternehmer nach Wien übersiedelte, ist nicht bekannt. Im Alter von 27 Jahren bezog er 1900 als lediger Kaufmann im 6. Bezirk am Getreidemarkt 11 Wohnung, trat aus dem Judentum aus und nahm in der evangelischen Stadtpfarrei zu Wien die protestantische Religion an. Am selben Tag beantragte er die Namensänderung von Pollak in Paalen, die ihm am 18. Februar 1901 ohne Einwand bewilligt wurde. 1905 bezog er Wohnung in einem der Wienzeilenhäuser von Otto Wagner an der Linken Wienzeile No. 40 / Köstlergasse 1 und heiratete die deutsche Schauspielerin Clothilde Emelie Gunkel. Im gleichen Jahr wurde ihr erster Sohn Wolfgang Paalen geboren, dem noch weitere drei Söhne folgten. Der junge Unternehmer mietete zusammen mit seinen Partnern Ludwig und Moritz Duschnitz im gleichen Jahr im 1. Bezirk in der Spiegelgasse 21 ein Geschäftslokal und ließ hier die G. R. Paalen & Co. mit der Konzession »Allgemeiner Kommissionshandel mit Maschinen« gewerblich registrieren. Weitere Firmensitze, verteilt über den gesamten Innenstadtbereich, folgten. Auf der Grundlage seiner Einzelhandelsgeschäfte entwickelte Gustav im Handumdrehen einen gewitzten und mitunter geistreichen Handel mit zum Teil von ihm selbst entwickelten und patentierten Gerätschaften und ging zum Zweck ihrer internationalen Vermarktung offene und anonyme Geschäftsbeteiligungen ein, die bis in die Vereinigten Staaten reichten.
In seiner Eigenschaft als Großkaufmann vertrat er während des Ersten Weltkriegs die Zentral-Einkaufsgesellschaft der deutschen Reichsregierung, die, geführt vom AEG-Vorsitzenden Walter Rathenau unter anderem für die Versorgung des Heeres an der Front zuständig war. Gustav Paalens eher zivile Stellung in dieser ebenso einflussreichen Gesellschaft, die direkt dem Kaiser unterstand, war vermutlich versorgungstechnischer Natur. So lieferte Paalens Wiener Firma Zentralkauf am Kärntnerring 5 (im Gebäude des Hotels Bristol) große Mengen Pferdefutter und Thermoskannen für die Verbände der deutschen und österreichisch-ungarischen Armee unter Generalfeldmarschall Mackensen, der 1916 an der Balkanfront den Feldzug zur Eroberung Rumäniens führte. Die zivile Art der Verwicklung in die deutschösterreichische Kriegswirtschaft spiegelt sich in der Dekoration, die Paalen 1918 von Kaiser Karl I. persönlich im Schloss Schönbrunn in Wien verliehen wurde, wider. Den angebotenen Adelstand schlug er aus, angeblich weil es gesellschaftlich nur unangenehm gewesen wäre, zum Parvenueadel zu gehören, und begnügte sich mit dem Kaiser Franz-Josef-Orden 2. Klasse (Kommandeur mit Stern) für besonders ehrenvolle Zivilverdienste in Kriegszeiten. Zuvor hatte er beträchtliche Summen für soziale und karitative Zwecke ausgegeben. 1908 waren das 21.000 Kronen für die Errichtung eines Heimes für blinde Männer, 1910 vier Freiplätze für kranke Offiziere im eigenen Kurhotel Tobelbad in der Weststeiermark, das ihm für mehrere Jahre gehörte, 1915 insgesamt 11.000 Goldmark für das Rote Kreuz in Deutschland, 1916 zwanzig Kriegspatenschaften, eine Ludendorff-, Hindenburg- und Kolonialkriegerspende und schließlich 1917 waren das 50.000 Goldmark in einer in Sagan eingetragenen Gustav Robert Paalen Stiftung.

## Staubsauger und Thermoskanne

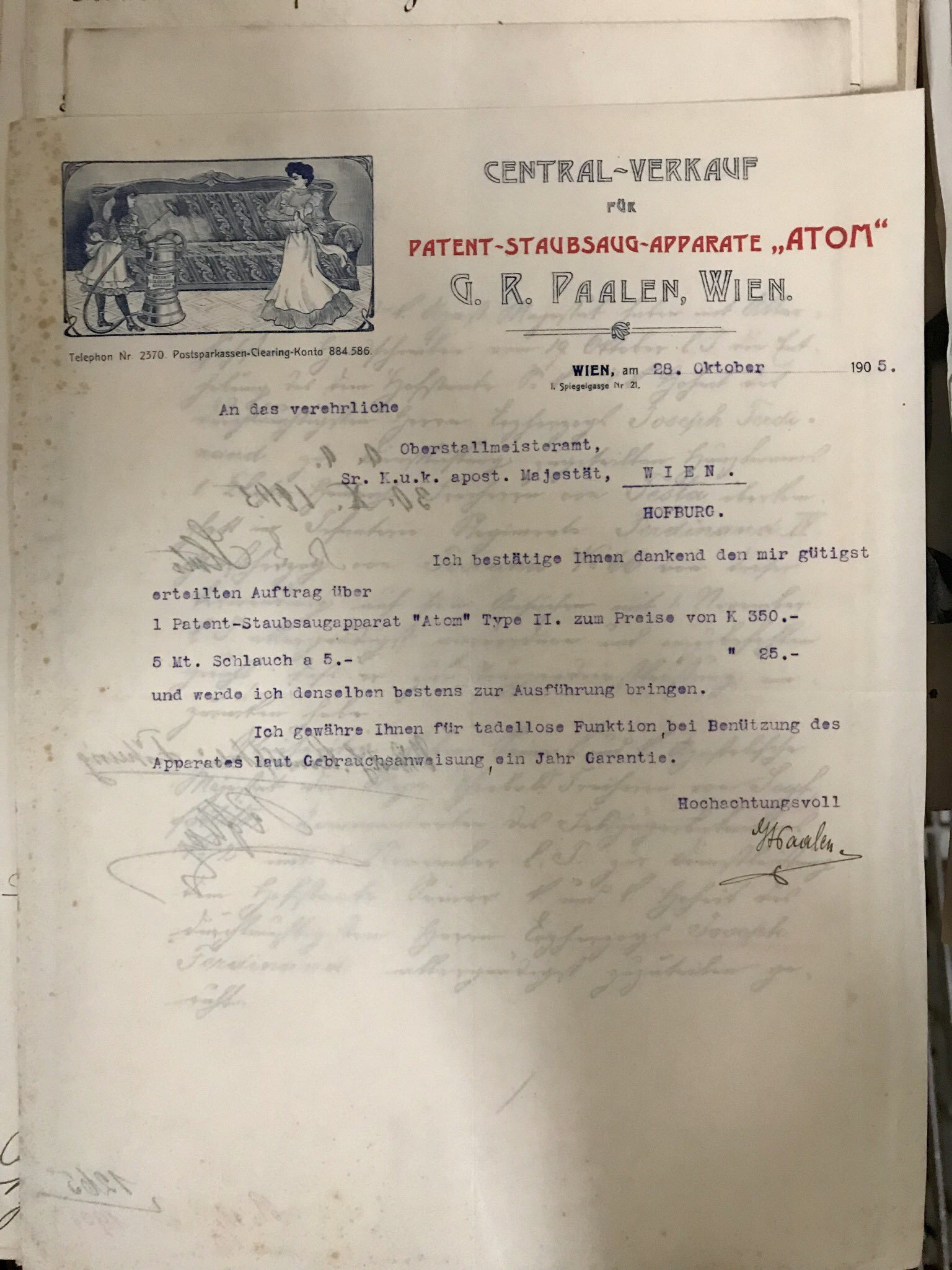

1907 gründete Paalen mit den bereits vor 1905 erworbenen US-Patenten für die Staubsaugeapparate Santo und Atom in Berlin die Santo-Staubsauger GmbH. Den Atom hatte Paalen über seine Wiener Firma G.R.Paalen bereits ab 1905 erfolgreich vertrieben, u. a. wurde die Wiener Hofburg ab Oktober 1905 mit dem Atom gereinigt. Zusammen mit dem schwedischen Kaufmann Axel Wenner-Gren entwickelte Paalen bis 1910 den ersten leichten Staubsauger für den Hausgebrauch, den Dandy, der von der AEG produziert und vertrieben wurde. Der Dandy war ein revolutionärer Vorläufer des „Vampyr“, der in den 1920er Jahren millionenfach von AEG in Serie produziert und verkauft wurde. Vor dem Ersten Weltkrieg beschäftigte sich Paalen zudem mehrere Jahre in großem Stil mit der völlig neuartigen, doppelwandigen Vakuum-Kalt- und Warmhalteflasche, die vom englischen Wissenschaftler James Dewar 1896 in England erfunden worden war. Dewar hatte zwar als erster die Idee, aus dem ursprünglich für flüssige Luft unter 200° Celsius entwickelten Behälter eine Isolierkanne für den privaten Gebrauch zu machen, unterließ es jedoch, seine Idee patentieren zu lassen. Die deutschen Glasbläser Reinhold Burger und Albert Aschenbrenner tüftelten in ihrem kleinen Betrieb in Berlin daraufhin lange an einer Flasche für den privaten Gebrauch und ließen diese 1903 unter dem Namen Thermos patentieren. 1906 gründete Gustav Paalen zusammen mit Burger und Aschenbrenner die Thermos GmbH (zuerst als „Rara GmbH“ am 22. Juni 1906 gegründet, dann im August 1906 in „Thermos GmbH“ umbenannt; Paalen hielt 50 % der Anteile, Burger und Aschenbrenner je 25 %), um die Flasche marktreif zu machen und eine industrielle Produktion samt weltumspannender Vermarktung aufzubauen. Er entwickelte neben kleinen technischen Verbesserungen eine Apparatur zum Vernahten der Gläser, machte sie mit einem Eisenblechmantel kavallerietauglich und entwarf eine elegante Kanne für den bürgerlichen Teetisch. 1907 zahlte er Burger und Aschenbrenner komplett aus und wurde Alleininhaber der mit 1 Million Mark Stammkapital ausgestatteten Thermos GmbH. Zwischen 1907 und 1909 meldete er für verschiedene Varianten dieser Neuschöpfungen in Deutschland, Österreich und den USA eigene Patente an. 1907 wurde zuerst die österreichische Kavallerie mit der wundersamen Feldflasche ausgestattet und 1909 folgte die Ausrüstung der restlichen Armeetruppen mit einer leichteren Aluminiumversion. 1907 gründete der amerikanische Geschäftsmann William B. Walker zusammen mit Paalen die American Thermos Company Inc in Portland Maine mit Produktion in Brooklyn/New York. Von hier aus trat die Thermoskanne ihren unaufhaltsamen Siegeszug durch alle Armeen der Welt an.

## Rheostat und Lichtreklame
Paalen hatte zudem 1908 einen neuartigen, stufenlos einstellbaren, elektrischen Widerstand für hohe Stromlasten patentieren lassen, der auf alten Rheostat Modellen aufbaute. In Kombination mit Uhren erlaubte dieser, große Leuchtstoffröhren-Anlagen in regelmäßigen Zeitabständen langsam an- und ausgehen zu lassen. Diese Vorform des Dimmers war vor allem für die hohen Spannungen großer Reklame- und Theaterlichtanlagen geeignet. Durch seine Erfahrung mit Vakuumglas fiel es ihm leicht, die damals noch mit Niederdruck arbeitenden Lichtglasröhren für Werbe- und Unterhaltungszwecke nach Wunsch formen zu lassen.

## Der Kunstmäzen, TiziansVenus und der Orgelspieler
Als Kunstsammler und Mäzen wurde Paalen während des Ersten Weltkriegs Mitglied des Förderkreises des Kaiser-Friedrich-Museums (heute Bode-Museum) unter Wilhelm von Bode. Im Verlauf des Jahres 1916 gelang Wilhelm von Bode durch Vermittlung Gustav Paalens und des Wiener Malers Carl Moll eines der wichtigsten Ankäufe in der Geschichte der Berliner Museen, Tizians Venus mit dem Orgelspieler. Moll erzählt in seinen Erinnerungen, wie er im Sommer 1913 „den Tizian entdeckt und nach Wien gebracht hatte, das für das Wiener Kunsthistorische Museum der begeisterte Professor Dvorák von der Wiener Universität sich vergeblich Mühe gibt. Die von ihm mobilisierte Zentralkommission für Denkmalschutz beriet vor dem Bilde eine Stunde lang, und zum Schluss erklärte Fürst Franz Liechtenstein wörtlich: »Wir sind einig, meine Herren, dass dies Meisterwerk in Wien bleiben soll; es wird hoffentlich einen reichen Juden geben, der es kauft.«“
Das Bild wurde zunächst im Atelier Oskar Kokoschkas am Stubenring deponiert, wodurch es für den Dichter Georg Trakl und Kokoschka selbst zur Inspirationsquelle wurde. Oskar Kokoschka berichtet in seinen Erinnerungen, niemand habe wissen sollen, dass der Tizian nicht aus dem (noch) österreichischen Südtirol, sondern aus Italien importiert worden war, denn es stammte in Wirklichkeit aus dem Besitz eines in Turin ansässigen Prinzen von Orleans. Er klagte erbärmlich, als Freund Moll nach etwa drei Monaten die Venus aus dem produktiven Versteck wieder zu sich holte, damit es von Bode in Wien persönlich in Augenschein genommen werden konnte. Denn da dieser entschieden großdeutsch gesinnt war, sollte es wohl von Anfang an nicht nach Wien, sondern nach Berlin gehen. Moll, der später ebenfalls mit den Nazis sympathisierte, zeigte sich begeistert von der deutschen Effizienz, mit der solche Dinge generalstabsmäßig abgehandelt wurden (und weinte dem augenscheinlichen Verlust für das langsamere Österreich kein bisschen nach): „Exzellenz Bode war in Wien gewesen und entschlossen, das Bild nach Berlin zu bringen, wartet nur auf die Entscheidung der maßgebenden Wiener Herren ab. Da diese nach der Entscheidung des Fürsten Liechtenstein keine weiteren Schritte unternehmen, wird nach zwei Jahren das Bild nach Berlin gesendet, die Hälfte des Kaufpreises übernimmt der Staat, die andere Hälfte zeichnen innerhalb zehn Minuten die Mitglieder des Museumsvereins.“
Im Juni 1916 überwies Gustav Paalen dem Museumsverein die Summe von 230.000 Goldmark zum Ankauf des Tizians. Nach Kaufkraft umgerechnet entsprach dies der heutigen Summe von ca. 2,1 Mio. Euro.
Paalen organisierte ebenso den in den Kriegszeiten nicht ungefährlichen Transport von Wien nach Berlin. Außer dem Vorstandsmitglied und Großmäzen James Simon, der bei dieser Gelegenheit lediglich 10.000.- Goldmark beisteuerte, wurden die Gönner in den Jahresberichten nicht namentlich aufgeführt. So blieb für die Öffentlichkeit im Dunkeln, wer den nicht nur vom Fürsten Liechtenstein erwünschten reichen Juden abgab, zu der geforderten Million Goldmark fast ein Viertel hinzusteuerte und zudem bereit war, auch noch auf eigene Faust den zu diesen Zeiten riskanten Transport zu bewerkstelligen. Erfahren in der Spedition von Handelsgütern in Kriegszeiten kamen Paalen dabei sicher seine Kontakte bei den verbündeten deutschen und österreich-ungarischen Heeresstäben zu Hilfe. Julius Meier-Graefe notierte am 10. April 1916 in sein Tagebuch, Paalen habe Ende März 1916 „die Venus mit dem Orgelspieler Tizians, die Moll bei einem Tiroler Aristokraten fand, hergebracht. Bode hat ihn für eine Million gekauft. Das Geld muss durch Sammlung aufgebracht werden. Nach der schönen primitiven Antike im Alten Museum (1.250. 000 Mk) ist das ein zweiter stattlicher friedlicher Sieg im Kriege.“ Am 7. Oktober 1916 erschien Kaiser Wilhelm in Anwesenheit der Vereinsmitglieder im Museum, um den neuerworbenen Tizian in Augenschein zu nehmen. Er hatte den „schönen und ruhigen Platz (...) im Venezien-Saal“ erhalten, den Bode sich „schon viel im Kopf herumgehen“ hatte lassen. Die Venus hing nun „allein an der blauen Wand zwischen zwei Türen (in der Mitte)“, dort wo zuvor noch „die Strozzi-Töchter von Tizian“ prominent platziert waren.